# Quercus szechenyana
Quercus szechenyana là một loài thực vật có hoa trong họ Cử. Loài này được Borbás miêu tả khoa học đầu tiên năm 1886.